# Tomàs Maluenda
Tomàs Maluenda, ou Thomas Malvenda, Tomaso Malvenda, est un religieux espagnol de l'ordre des Prêcheurs, exégète, historien, traducteur de la Bible, né à Xàtiva dans le royaume de Valence en mai 1566, et mort à Valence le 7 mai 1628. Il a composé deux traités, le premier sur l'Antéchrist, l'autre sur le Paradis terrestre, imprimés à Rome en 1604 (puis à Lyon en 1647) et 1605. Il est resté à Rome jusqu'en 1608 avant de revenir en Espagne, employé auprès du cardinal de Sandoval, archevêque de Tolède, puis auprès de l'archevêque de Valence. Il a entrepris après son retour en Espagne une nouvelle traduction de l'Ancien Testament dans laquelle il s'est attaché scrupuleusement à la lettre du texte hébreu, ce qui a rendu sa lecture difficile, mais qui a été accompagné de notes pour l'expliquer.Il a composé la première Centurie des Dominicains, imprimée à Naples en 1627.

## Biographie
Tomàs Maluenda naquit à Xàtiva, dans le Royaume de Valence, en 1566. Ses parents l’élevèrent dans la piété la plus fervente : un religieux de St-Dominique lui enseigna le latin ; il apprit le grec et l’hébreu sans le secours d’aucun maître. En 1582, il entra chez les frères prêcheurs du couvent de Lombay, fondé par saint François Borgia ; trois ans après, il publia un petit traité pour prouver que Ste-Anne avait été mariée qu’une fois, et que St-Joseph avait toujours été vierge : il ne nous en reste rien. Depuis cette époque, Malvenda, qui professa pendant quinze ans la philosophie et la théologie à Lombay, donna chaque année un ouvrage au public. En 1600, il adressa au cardinal Baronius une longue lettre pour lui communiquer ses remarques sur tous les endroits des Annales qui lui avaient paru ou peu exacts, ou même contraires à la vérité historique. Le docte cardinal, plein d’admiration pour les talents de Malvenda, le fit venir à Rome, et l’honora de son estime et de sa bienveillance. Jérôme Xavier, général des dominicains, profita du séjour de ce religieux dans la capitale du monde chrétien pour le charger de la correction du bréviaire, du missel et du martyrologe de son ordre, qui parurent en 1603, avec l’approbation de la congrégation des rites. Après ce travail, Malvenda s’occupa, par ordre de la congrégation de l’Index, d’examiner la Bibliothèque des Pères, par Margarin de La Bigne : ses savantes critiques furent imprimées à Rome en 1607 ; et depuis elles ont fait partie des éditions suivantes de ce vaste recueil. Il avait à peine commencé d’écrire les Annales des frères prêcheurs, quand il fut rappelé à Valence. En 1610, le grand inquisiteur d’Espagne l’adjoignit à trois autres théologiens pour composer le catalogue des livres défendus. Juan Antonio Llorente ne nous donne pas une opinion favorable de ce travail dans son Histoire de l’Inquisition, 4 vol. in-8°. Isidoro Aliaga, ayant été nommé à l’archevêché de Valence, engagea Malvenda, son intime ami, à prendre un logement dans le palais archiépiscopal, et à lui servir de conseil. Ce fut alors que Malvenda confia à l’un de ses confrères ce qu’il avait écrit des Annales des dominicains, c’est-à-dire les trente premières années, sous la condition que cette ébauche ne serait point mise au jour. Cependant Dominique de Gravina la fit imprimer à Naples en 1627, 2 vol. in-fol. Débarrassé du soin des Annales, Malvenda s’occupa d’un Commentaire littéral sur l’Écriture Sainte ; et il en était au seizième chapitre d’Ézéchiel, lorsque la mort le surprit le 7 mai 1628.

## Œuvres
Il a laissé un grand nombre d’ouvrages dont on trouve le catalogue dans Échard, Scriptores ordinis prædicatorum, t. 2, p. 454 et suiv. Voici les principaux :
- Opusculum de hebræa voce Hozanna ;
- De antichristo libri undecim, Rome, 1603, in-fol. ; et avec de grandes augmentations, Valence, 1621 ; Lyon, 1647. Il y règne une érudition immense ; le style en est bon, mais on est étonné de la singularité de quelques opinions.
- Commentarius de paradiso voluptatis, quem Scriptura sacra, Genesis secundo et tertio capite, describit, Rome, 1605, in-4°. Il a servi de modèle au traité d’Huet, De la situation du paradis terrestre ; à celui d’Hopkinson, Synopsis paradisi, et à la dissertation de Reland, De situ paradisi terrestris, sans être surpassé. Le P. Touron a donné de cet ouvrage, et surtout du précédent, une analyse exacte dans son Histoire des hommes illustres de l’ordre de St-Dominique, t. 5, p. 83 ;
- Vida y canonización de San Pedro martyr, Saragosse, 1613, in-8° ;
- Commentaria in sacram Scripturam una cum nova de verbo ad verbum ex hebræo translatione, variisque lectionibus, Lyon, 1650, 5 vol. in-fol.

Si les dominicains Échard, Quétif, Touron et Fabricy parlent de cet ouvrage avec l’enthousiasme qu’inspire l’esprit de corps, les plus savants critiques, comme Matthew Poole, Richard Simon et dom Calmet, ne peuvent pas s’empêcher de reconnaître qu’il est d’une grande utilité pour l’intelligence du sens littéral, quoique la traduction un peu barbare ait souvent besoin d’être éclaircie les notes marginales qui l’accompagnent. « Ceux qui voudront avoir, dit Richard Simon, des traductions de la Bible purement grammaticales, pour apprendre la langue hébraïque, pourront se servir de la version de Malvenda, qui leur tiendra lieu en même temps de grammaire et de dictionnaire. » (Histoire critique du Vieux Testament, liv. 2, chap. 20.) On s’accorde généralement à dire qu’il y a dans les ouvrages de Malvenda une profusion de recherches et d’érudition, mais aussi des conjectures bizarres et des sentiments hasardés. Il est aisé de voir qu’il n’avait pas eu le temps de les corriger.

## Publications
- De Antichristo, Rome, 1604 (lire en ligne), Lyon, 1647, tome 1 (lire en ligne), tome 2 (lire en ligne).
- Annalium ordinis Praedicatorum centuria prima, 1627.
- De paradiso voluptatis quem scriptura sacra. commentarius, Rome, Ciacconi, 1605 (lire en ligne).
- Commentaria in sacram scipturam una cum nova de verbo ad verbum ex hebraico ..., Lyon, Prost, 1650 (lire en ligne).

### Biographie
- « Tomàs Maluenda », dans Louis-Gabriel Michaud, Biographie universelle ancienne et moderne : histoire par ordre alphabétique de la vie publique et privée de tous les hommes avec la collaboration de plus de 300 savants et littérateurs français ou étrangers, 2e édition, 1843-1865 [détail de l’édition]
- Thomas Malvenda, de l'ordre des Frères Prêcheurs, dans Louis Ellies Dupin, Nouvelle bibliothèque des auteurs ecclésiastiques, chez Pierre Humbert, Amsterdam, 1711, tome XVII, p. 86-93 (lire en ligne)